# 어느 수사관의 고백
어느 수사관의 고백(Der Clan, Der Seine Feind Lebendig Einmauert, Confessions Of A Police Captain)은 이탈리아에서 제작된 다미아노 다미아니 감독의 1971년 범죄, 드라마 영화이다. 마틴 발삼 등이 주연으로 출연하였다.

## 출연

### 주연
- 마틴 발삼
- 마릴루 톨로

### 조연
- 클라우디오 고라
- 아르투로 도미니치
- 지안카를로 프리트
- 아돌포 라스트레티